# Hraše (Radovljica, Slovenija)
Hraše je naselje u slovenskoj Općini Radovljici. Hraše se nalazi u pokrajini Gorenjskoj i statističkoj regiji Gorenjskoj. 

## Stanovništvo
Prema popisu stanovništva iz 2002. godine naselje je imalo 181 stanovnika.